# إبراق
الإبراق أو البرق (بالإنجليزية: Telegraphy)‏، نظام اتصالات اُستخدم في نهاية القرن التاسع عشر وأوائل القرن العشرين لإرسال البرقيات والنصوص يعتمد على ترميز الحروف بنبضات كهربائية ويرسلها عبر الأسلاك إلى آخر يطبع تلك النبضات. يُسمَّى الجهاز الذي يُستعمل في الإرسال والاستقبال: أو المُبْرِقَة (بالإنجليزية: Telegraph)‏ أو تعريباً: التلغراف، كانت الرسالة الصادرة تسمى في البلدان العربية البَرْقِيَّة، قال جلال الحنفي «والبرقية، وجمعها برقيّات-: الرسالة بواسطة اللاسلكي، وهي من مصطلحات الأب أنستاس ماري الكرملي في تسمية التلغراف».
في عام 1810 اخترع العالم الكهربائي التقني الأمريكي صمويل مورس التلغراف الذي يعيد طباعة الأحرف. وفي عام 1827 اخترع الألماني شتينهيل خاصية الإرسال عن طريق سلك كهربائي واحد.
أنجز الأمريكي صمويل مورس أول تلغراف كهربائي يؤدي وظيفته فعلاً إما بطريقة قطع التيار عن طريق الكود المعروف باسم أبجدية مورس. 1845 بفضل اختراع التلغراف، في لندن، أمكن القبض على قاتل يوم أول كانون الثاني 1845.
في عام 1877 اخترع المهندس جال موريس آميل بودو المتخصص في الفيزياء والعلوم العامة أجهزة تلغرافية تستخدم دليل خمسة أعوام كما اخترع أجهزة حديثة تعطي التأثير المباشر على الرسائل الملتقطة، فكان ذلك عام 1877. وفي عام 1888 أنجز الألماني هنريش هرتز أول إبراق لاسلكي.

## التسمية
يذكر معجم أكسفورد الكبير أن كلمة (بالإنجليزية: Telegraph)‏ تتكون من مقطعين: Tele- وتعني عن بعد وGraph وتعني الشيء الذي يكتب، فيصبح معناها حرفياً الشيء الذي يُكتَب به عن بعد. ويقول المعجم أن الكلمة دخلت الإنكليزية سنة 1794م وأن أصلها من الفرنسية (بالفرنسية: Télégraphe)‏ وهو اسم لجهاز الاتصالات الذي اخترعه كلود شاب سنة 1792م.
يذكر منير البعلبكي في معجمه المورد الأكبر ترجمة عربية مقابلة للكلمة الإنجليزية من الجذر (ب ر ق) وهي البَرْق، كما يذكر مرادفاً مُعرَّبا هو التلغراف، ويبين الجدول التالي الكلمات الإنكليزية ذات الصلة ومقابلاتها العربية ترجمةً وتعريباً:
| الكلمة الإنكليزية          | الترجمة                                    | التعريب          |
| -------------------------- | ------------------------------------------ | ---------------- |
| telegram                   | (1) برقيَّة (اسم) (2) يُبرِق، يُرسِل برقية (فعل) | -                |
| telegrammed                | مُبْرَق                                       | -                |
| telegramming               | إبراق                                      | -                |
| telegraph                  | (1) برق (اسم) (2) يُبرِق، يُرسِل برقية (فعل)   | تلغراف (اسم)     |
| telegraphese               | اللغة البَرْقية                              | اللغة التلغرافية |
| telegraphic                | بَرْقي                                       | تلغرافي          |
| telegraphically            | بَرْقيًا                                      | تلغرافيًا         |
| telegraphy                 | إبراق                                      | إرسال تلغرافي    |
| telegrapher / telegraphist | عامل البرق                                 | عامل التلغراف    |

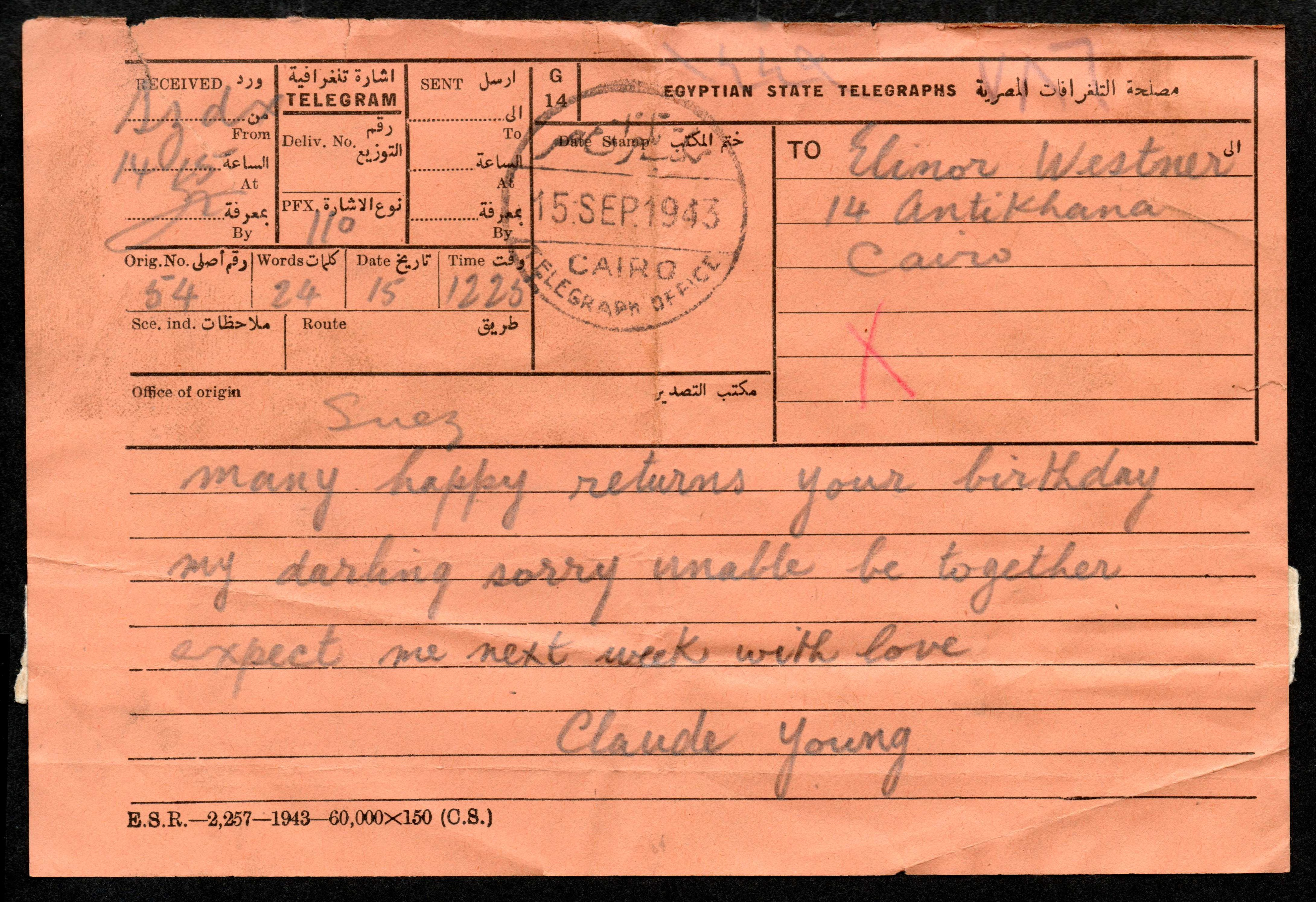
صورة عن برقية صادرة عن القاهرة سنة 1943م، استعمل مصطلح «إشارة تلغرافية» في مقابل Telegram

أما في العربية، فالبَرْق لغةً ما يلمع في الغيم، ومنه البُرَاق، وهو دابةً ركبها الرسول محمد في ليلة الإسراء والمعراج، وقيل أنها سُميت بُراقاً لسرعة حركته تشبيهاً بالبرق. ووسِّع المعنى ليشمل نظام الاتصالات الذي استعمل لإرسال الرسائل بالإشارات الكهربائية. ولا يُعرَف على وجه التحديد متى استعملت مشتقات الجذر (ب ر ق) للمرة الأولى، ولكن يبدو أنها كانت شائعة بعد الحرب العالمية الأولى، فيذكر معجم الألفاظ الحديثة الصادر سنة 1919 لمحمد دياب بك في مادة (تلغراف): "آلة تنقل الأخبار بسرعة كالبرق من جهة لأخرى"، ويذكر من مرادفات المصطلح: السلك والبرق ولسان البرق والسلك البرقي، وأن اسم الرسالة هو البرقية. ووردت مفردات أَبْرَق (أرسل تلغرافًا) وبرق وبرقية (رسالة تلغرافية) في القاموس العصري الذي نشره  إلياس أنطون إلياس سنة 1922م.
ويبدو أن استعمال الكلمة شاع في النصف الثاني من القرن العشرين في العالم العربي، فيذكر القاموس العسكري الصادر بعمَّان سنة 1952 لفظي برق وبرقية، ويذكر جلال الحنفي البغدادي في معجم اللهجة البغدادية الصادر ببغداد سنة 1966م ألفاظ بَرْق وبرقية وبرقيات، ويذكر أن المصطلح العربي من وضع الأب أنستاس الكرملي (ت. 1947) في مقابل التعريب: تلغراف. ويُورد خليل الجر في معجمه العربي الحديث (لاروس) الصادر ببيروت سنة 1973م أن البَرْق "آلة تُستخدم للمراسلة البعيدة بواسطة الدفعات الكهربائية." ويشير محمد خير أبو حرب في معجمه المدرسي الصادر بدمشق سنة 1985م أن جهاز البرق يُستعمل لنقل الرسائل بالإشارات الكهربائية وسُميت الرسالة بَرْقيَّة.
ويبدو أن هذا المعنى استقر وتوسَّع في المعجمات العربية الصادرة عن هيئات معجمية بعد ذلك، فيذكر المعجم العربي الأساسي الصادر عن المنظمة العربية للتربية والثقافة والعلوم (الألكسو) سنة 1989م أن البَرْق هو جهازٌ لنقل الرسائل من مكان إلى آخر بواسطة إشارات خاصة، وأن الدائرة الإدارية التي تتولى عمل الجهاز هي دائرة البرق، والعامل به هو عامل البرق، كما يُسمِّي الرسالة المُرسلة برقية ويُوسِّع معنى الفعل أبْرَق ليشمل إرسال البرقيات. وتذكر مادة (ب ر ق) المفردات نفسها في الطبعة الرابعة من المعجم الوسيط الصادر عن مجمع اللغة العربية بالقاهرة سنة 2004م.
أما المُعجمات العلمية العربية فتميز بين
البَرْق أو الإبراق (بالإنجليزية: Telegraphy)‏ أو تعريباً: التلغرافية، وهو اسم نظام الاتصالات، وبين الجهاز الذي يُستعمل في الإرسال والاستقبال، وهو المُبْرِقَة (بالإنجليزية: Telegraph)‏ أو تعريباً: التلغراف.

## إرسال البرقية
يتم إرسال البرقيات في معظم البلاد الموجودة بها هذه الخدمة بوساطة فرد مختص، حيث يقوم هذا الفرد بتبليغ الرسالة عن طريق الهاتف بطريقة معينة. ويستطيع الفرد أن يذهب إلى مكتب البرق العام ويكتب رسالته على نموذج معين. ثم يتم تسجيل البرقيات التي تم إرسالها هاتفيًا بوساطة عامل متخصص، باستخدام نبيطة تسمى وحدة العرض المرئية. تقوم بإعادة عرض الرسالة على الشاشة. ثم يقوم العامل بالضغط على مفاتيح محددة لكي يتم إرسال الرسالة كلها إلى الحاسوب الذي يقوم بدوره بإرسال الرسالة إلى المكان المطلوب عبر دوائر إلكترونية. ويمكن أن يتم إرسال الرسائل من مكتب البرق أيضاً إلى الحاسوب باستخدام طابعة بعادية (عن بعد) ذات مفاتيح تشبه الآلة الكاتبة، ويتم إرسال الرسالة بوساطة هذه المفاتيح. وعند وصول الرسالة إلى المكان الآخر يتم إبلاغ مضمون الرسالة للشخص هاتفياً أو يداً بيد.

### يتكون الجهاز التلغرافي من ثلاثة أجزاء
1. مفتاح التشغيل المرسل، ومنه تنبعث النبضات الكهربائية.
2. خط أي سلك موصل تنتقل خلاله تلك النبضات.
3. مستقبل تتحول فيه تلك النبضات إلى شرط ونقط فوق شريط من الورق.

## مفتاح التشغيل
هو زر يقوم عامل التلغراف بالضغط عليه فيقفل الدائرة وهنا يجب على عامل التشغيل أن يلاحظ أنه إذا ضغط على الزر بسرعة، فمن الواضح أن الدائرة سوف تغلق لفترة قصيرة جداً، وبالتالي فإن النبضة الكهربية التي تنتقل خلال الخط ستكون قصيرة جداً. أما إذا استمر الضغط على الزر لفترة أطول (ثلاثة أضعاف تقريباً)، فإن الدائرة سوف تغلق لفترة أطول، بالتالي النبضات ستكون أطول. تلك هي وظيفة مفتاح التشغيل.

## المُسْتَقْبِل
يتكون المستقبل من مغناطيس كهربائي وعند سريان التيار يجذب إليه عارضة معدنية مزودة بسن محبرة.
وعندما تصل نبضة قصيرة إلى هذا المغناطيس، فإنه يعمل لمدة قصيرة، يجذب خلالها العارضة المعدنية، فتنخفض هذه، ويخط السن المثبت في طرفها نقطة فوق شريط رفيع من الورق يتحرك من تحته.
وعلى العكس من ذلك، فعندما تكون النبضة الواصلة إلى المغناطيس الكهربائي أطول فإن العارضة المعدنية، ومعها السن، تخط شرطة.